# I Live You
I live you è un album dal vivo del cantautore italiano Paolo Vallesi, pubblicato il 3 luglio 2012.

## Tracce
1. I live you (Intro) – 1:53
2. Sempre – 4:10
3. Voglio fare l'amore con te – 4:29
4. Canto così – 3:28
5. La Shamba (questo io farei) – 3:41
6. Grande – 4:29
7. Piramidi di Luna – 5:34
8. L'amore è un fiore – 4:03
9. Le persone inutili – 4:47
10. Un giorno normale – 4:21
11. Ridere di te – 0:47
12. Le amiche – 3:49
13. C'è – 3:59
14. È bastato un momento – 4:29
15. Non mi tradire – 4:31
16. La forza della vita – 5:47

Durata totale: 64:17